# راش (کلرادو)
راش (به انگلیسی: Rush) یک منطقهٔ مسکونی در ایالات متحده آمریکا است که در شهرستان ال پاسو، کلرادو واقع شده‌است. راش ۱٬۸۳۴٫۰ متر بالاتر از سطح دریا واقع شده‌است.